# Nhạn cánh ráp phương Nam
Nhạn cánh ráp phương Nam (danh pháp hai phần: Stelgidopteryx ruficollis) là một loài chim thuộc họ Nhạn.

## Mô tả
Nhạn cánh ráp phương Nam được chính thức mô tả lần đầu với danh pháp Hirundo ruficollis bởi nhà điểu học Pháp Louis Vieillot năm 1817 trong Nouveau Dictionnaire d'Histoire Naturelle (Từ điển lịch sử tự nhiên mới) của ông.
Loài này thường hiện diện ở Trung Mỹ và Nam Mỹ từ Honduras về phía nam đến bắc Argentina và Uruguay. Nó cũng hiện diện ở Trinidad. Những con chim phương nam thuộc giống chỉ định S. r. ruficollis, là loài di cư, di chuyển về phía bắc vào mùa đông nhưng giống phương bắc S. r. aequalis là loài không di cư.

## Phân loài
- Stelgidopteryx ruficollis ruficollis
- Stelgidopteryx ruficollis aequalis
- Stelgidopteryx ruficollis decolor
- Stelgidopteryx ruficollis uropygialis